# José Domingues de Almeida
José Domingues de Almeida (também grafado Domingos) (Taquari, ? — ?) foi um professor e político brasileiro.

## Biografia
Pouco se sabe de sua vida. Foi funcionário público e um dos primeiros professores públicos de Caxias do Sul. Ingressou na maçonaria e foi um dos fundadores em 1887 da primeira loja local, Força e Fraternidade. Um dos fundadores em 27 de abril de 1890 do Diretório do Partido Republicano Rio-Grandense em Caxias do Sul, foi aclamado seu primeiro secretário, e atuou como secretário também da Junta Governativa instalada na emancipação da antiga Colônia Caxias em 20 de junho de 1890. Pouco depois foi indicado intendente, governando por um breve período, de 3 de outubro de 1894 até 15 de setembro de 1895, quando procurou melhorar as condições de ensino na cidade, ainda muito precárias. Depois foi secretário do Município por muitos anos.